# FloWres
FloWres es el primer extended play colaborativo de la cantante colombiana Farina y el cantante estadounidense Arcángel. Fue publicado el 22 de abril de 2021 bajo el sello Sony Music Latin. Contó con el sencillo «La boca», el cual alcanzó la posición #23 en el Latin Rhythm Airplay de Billboard.

## Lista de canciones
- Adaptados desde TIDAL.[5]

| N.º   | Título          | Duración |  |
| 1.    | «La boca»       | 2:49     |  |
| 2.    | «Pégate»        | 3:29     |  |
| 3.    | «Comas y ceros» | 3:21     |  |
| 4.    | «Húmeda»        | 3:13     |  |
| 5.    | «Qué bien»      | 3:17     |  |
| 6.    | «Montoya»       | 2:27     |  |
| 18:36 |                 |          |  |